# Pygarctia flavidorsalis
Pygarctia flavidorsalis là một loài bướm đêm thuộc phân họ Arctiinae, họ Erebidae.